# Chafaet Mehdiyev
Chafaet Mehdiyev (en azéri : Şəfaət Fərhad oğlu Mehdiyev ; né le 15 décembre 1910 en Iran et mort le 15 décembre 1993, Bakou) est un académicien, géologue d'Azerbaïdjan, docteur en sciences géologiques et minéralogiques. Il est le père de l'Académicien Arif Mehdiyev.

## Biographie
En 1930, Ch. Mehdiyev entre à la faculté d'exploration géologique de l'Institut de pétrole et de chimie d'Azerbaïdjan du nom de M. Azizbeyov.
En 1932, sa traduction du russe en azéri du Cours de cristallographie du professeur P. Suchinsky est utilisée pendant des années comme manuel dans les départements azerbaïdjanais des institutions républicaines. De 1933 à 1941, il travaille dans diverses organisations géologiques. Chafaet Mehdiyev enseigne dans les départements azerbaïdjanais de cristallographie de l'institut où il étudiait et à l'Institut pédagogique d'Azerbaïdjan (aujourd'hui Université pédagogique d'Azerbaïdjan). En 1938, il travaille comme géologue en chef sur les champs pétrolifères de Pirsaat et de Neftchala et comme directeur adjoint de l'Institut de recherche pétrolière d'Azerbaïdjan. De 1939 à1941, le professeur Chafaet Mehdiyev dirige la Fondation géologique d'Azerbaïdjan et le Parti géologique d'Abcheron. Durant cette période, il accomplit un travail important dans la préparation des cartes géologiques de la péninsule d'Abcheron. De 1941 à 1945, il participe à la Grande Guerre patriotique.
Après son service militaire, il commence ses activités scientifiques à l'Institut de géologie de l'Académie nationale des sciences d'Azerbaïdjan (aujourd'hui Institut de géologie et de géophysique). Ici, Chafaet Mehdiyev passe du statut de chercheur au poste de directeur de l'institut.
En 1945, il soutient sa thèse de candidat sur La géothermie des champs pétrolifères de la péninsule d'Absheron , qui a une importance pratique importante en géologie pétrolière. De 1945 à 1950, il s'engage dans des recherches géologiques sur la région de Lankaran. En 1950, Chafaet Mehdiyev prépare son doctorat en géologie et minéralogie sur le thème Structure géologique de la région de Lankaran et perspectives de production pétrolière . Plus tard, ce travail est publié sous forme de monographie. De 1954 à 1958, il travaille comme directeur de l'Institut de géologie. En 1955, il devient membre correspondant de l'Académie des sciences d'Azerbaïdjan, puis membre à part entière en 1958. De 1958 à 1965, le professeur Chafaet Mehdiyev est nommé recteur de l'Université d'État d'Azerbaïdjan.
De 1965 jusqu'à la fin de sa vie, il dirige le département de Géologie pétrolière et gazière de l'Institut de géologie. De 1967 à 1970, il dirige le département de géologie et d'exploration des gisements de pétrole et de gaz à l'Institut du pétrole et de la chimie (aujourd'hui Université d'État du pétrole et de l'industrie d'Azerbaïdjan). Il travaille comme chef de département à l'Université d'État d'Azerbaïdjan et enseigne pendant de nombreuses années dans ces établissements.
Le talent littéraire de Chafaet Mehdiyev se dévoile dans ses quatre pièces de théâtre, de nombreuses histoires, miniatures, articles journalistiques et poèmes.

## Mémoire
Une rue du district Yasamal de Bakou porte le nom de Chafaet Mehdiyev. Une plaque commémorative est installée sur la façade de la maison où il avait vécu.
La bourse du nom de l'académicien Ch. Mehdiyev est décernée aux étudiants des facultés de géologie de l'Université d'État de Bakou et de l'Académie pétrolière d'Azerbaïdjan